# Distretto di Alebtong
Il distretto di Alebtong è un distretto dell'Uganda, situato nella Regione settentrionale.